# Vụ đánh bom Đền Shiite tại Kazimiya 2009
Vụ đánh bom Đền Shiite tại Kazimiya, phía Bắc bên ngoài thủ đô Bagdad, Iraq xảy ra vào Chủ Nhật, 4 tháng 1, 2009. Một nữ cảm tử đã tự cho nổ trái bom cất giấu trong người và bên ngoài mặc một áo choàng đen dài, gần một đền thờ linh thiêng của người Shiite, trong khi nơi đây đang tổ chức các buổi lễ kỷ niệm một trong các vị thánh linh thiêng của đạo Hồi Shiite, làm ít nhất 38 người chết, trong đó có nhiều phụ nữ, trẻ em và tín đồ hành hương người Iran.
Vụ nổ bom này, là vụ khủng bố bằng bom mới nhất tại Iraq năm 2009, trong một loạt các vụ nổ bom đã làm cho hơn 60 người chết trong vòng chưa đến một tuần lễ, khiến gây nên các mối lo âu về các trách nhiệm an ninh trong vùng sau khi quân đội Hoa Kỳ trao lại nhiệm vụ cho các lực lượng quân sự Iraq.
Các lực lượng an ninh Iraq đã cho huy động đến hàng ngàn nhân viên an ninh tại Bagdad và cả tại thánh địa Kerbala của người Shiite, nằm ngay phía Nam của Bagdad, hầu có thể bảo vệ được an ninh, trong khi các tín đồ Shiite lo làm lễ.
Đây là cuộc nổ bom khủng bố mới nhất tại Kazimiya, thuộc khu vực người Shiite, còn làm cho ít nhất 72 người bị thương, đã xảy ra chỉ hai ngày sau khi một tên nổ bom lẻn được vào một bữa tiệc tại nhà riêng của một lãnh tụ bộ tộc, nằm ở phía Nam Bagdad, và sát hại ít nhất 23 người. Tính ra từ đầu năm 2009 1 tháng 1 đến lúc này, đã có hàng chục người bị chết trong các cuộc tấn công khủng bố khác nhau, trong vùng thủ đô Bagdad.